# Strada statale 189 della Valle del Platani
La strada statale 189 della Valle del Platani (SS 189) è una strada statale italiana che si snoda all'interno della Sicilia. Insieme alla strada statale 121 Catanese (nel tratto compreso tra Villabate e bivio Manganaro), costituisce il percorso denominato  scorrimento veloce Palermo-Agrigento.

## Storia
La strada statale 189 venne istituita nel 1953 con il seguente percorso: "Lercara Friddi, bivio per Cammarata-Casteltermini, Campofranco e Aragona, innesto con la SS. n. 118 presso Agrigento".
Il tratto della strada statale 188 Centro Occidentale Sicula dal Bivio Manganaro a Lercara Friddi venne poi inserito nella strada statale 189.

## Descrizione
Ha inizio dal bivio Manganaro sulla strada statale 121 Catanese, nel comune di Vicari. Proseguendo in direzione sud, presenta lo svincolo per Lercara Friddi il primo per Lercara Nord, il secondo per Lercara Sud da dove si distacca la strada statale 188 Centro Occidentale Sicula (che collega Castronovo di Sicilia con un bivio e prosegue). dopo 3 bivii principali per Castronovo di Sicilia ed aver attraversato la sua Stazione Ferroviaria ormai non più attiva e le sue centrali si arriva a San Pietro zona di confine comunale e provinciale tra i comuni di Castronovo di Sicilia e Cammarata. Entrata in provincia di Agrigento, subito dopo è possibile raggiungere gli abitati di Cammarata (ma anche) Casteltermini, Castronovo di Sicilia, Santo Stefano Quisquina, Bivona e la Stazione Ferroviaria di Cammarata-San Giovanni Gemini che serve Cammarata, San Giovanni Gemini, Lercara Friddi, Castronovo di Sicilia, Santo Stefano Quisquina, Bivona. L'incrocio-bivio Tumarrano, collega alla statale-scorrimento veloce principalmente San Giovanni Gemini, Cammarata ma anche i paesi della provincia Nissena come Villalba Vallelunga Pratameno ma anche addirittura i comuni Palermitani di Valledolmo, Roccapalumba, Alia, il Nisseno comune di Marianopoli ma anche i Palermitani Vicari, Castronovo di Sicilia, Prizzi, Corleone semidirettamente Acquaviva Platani, Mussomeli, il comune Agrigentino di Casteltermini (grazie al vecchio tracciato della vecchia
Strada Nazionale) La strada corre poi lungo il confine con la provincia di Caltanissetta, superando il 1° bivio per Casteltermini e la stazione ferroviaria Acquaviva-Casteltermini che serve principalmente Casteltermini (essendo collegata direttamente e peraltro essendo la stazione collegata alla statale-scorrimento veloce grazie alle sue strade.), Mussomeli Acquaviva Platani e per ultimo più distante San Biagio Platani; ma saltuariamente frequentata anche dai comuni Nisseni di Villalba, Vallelunga Pratameno, Marianopoli, del comune Palermitano di Valledolmo e degli Agrigentini Sant'Angelo Muxaro, Santa Elisabetta, Raffadali, Alessandria della Rocca, Cianciana, Aragona, Favara, Agrigento, Racalmuto, Aragona,Canicattì, Porto Empedocle. Joppolo Giancaxio. Prendendo l'uscita per il bivio è la strada che collega il più rapidamente possibile anche un altro comune Agrigentino San Biagio Platani comune limitrofo a Casteltermini e che si appoggia alle Strade Provinciali 20 tratto "A" e "B", 21, 22, 58 di Casteltermini per i collegamenti con la statale-scorrimento veloce.  subito dopo il bivio per Acquaviva Platani, Mussomeli. si può notare dirigendosi verso Sud la vecchia Stazione Ferroviaria abbandonata di Sutera al confine con Casteltermini  dopo un paio di km il bivio per Campofranco e Sutera, circa 1,2 km dopo si  rientra nell Agrigentino a Casteltermini dove si può visibilmente notare la vecchia Zona Industriale con le sue grandissime fabbriche e la Nuova Zona Industriale (decisamente più moderna) entrambe fanno parte del Territorio e del Comune di Casteltermini; la Zona Industriale si chiama: Casteltermini-Valle del Platani essendo totalmente di Casteltermini e costeggiata dal Fiume Platani, La Zona Industriale è tra le zone più basse del vasto territorio di Casteltermini. il 2° bivio per Casteltermini è utilizzato anche ai pendolari che prendono il treno alla Stazione ferroviaria di Campofranco nel bel mezzo della Zona Industriale proprio al centro tra Zona Industriale e le Miniere di Zolfo di Casteltermini; Stazione che stranamente non prende il nome di Casteltermini essendo totalmente nel loro territorio; la stazione che serve principalmente Casteltermini (essendo collegata direttamente e peraltro essendo la stazione collegata alla statale-scorrimento veloce grazie alle sue strade.), serve come già detto principalmente il comune di Casteltermini, Campofranco (da cui prende il nome.), Sutera, Milena, Bompensiere, Montedoro, Serradifalco. poco dopo il 2° bivio di Casteltermini aldilà del ponte sul Fiume Platani verso sud il bivio per Milena,Bompensiere, Montedoro, Serradifalco che permette di collegare i grossi Centri di Caltanissetta, Canicattì San Cataldo,Licata, Gela Enna. fino al rettilineo dopo la galleria la zona è di confine tra il più grande comune di Casteltermini, ed il piccolo e vicino di Campofranco.La strada prosegue poi per zone dell'Agrigentino certamente più interne della provincia di Casteltermini, Cammarata e San Giovanni Gemini come Aragona, Grotte, Racalmuto, Favara, Comitini con un bivio anche per Raffadali e Porto Empedocle, Canicattì, Caltanissetta, San Cataldo, Enna e tutto il resto della Sicilia del Centro-Est lambendo Comitini, Aragona e Fontanelle, prima di giungere ad Agrigento dove termina a Fontanelle con la strada statale 118 Corleonese Agrigentina e la strada statale 122 Agrigentina.
il bivio di Aragona 
i bivii di Comitini
il bivio di Cammarata
il bivio di San Giovanni Gemini
il bivio di Milena
i bivii di Castronovo di Sicilia
i bivii di Lercara Friddi
il bivio di Acquaviva Platani
(ma anche il bivio di Manganaro dovrebbe essere provvisto) di indicazioni per Casteltermini.
.

### Tabella percorso
| della Valle del Platani |                                               |      |           |
| Tipo                    | Indicazione                                   | km   | Provincia |
|                         | Bivio Manganaro Catanese per Vicari           | 0,0  | PA        |
|                         | Lercara Friddi nord Centro Occidentale Sicula |      | PA        |
|                         | Lercara Friddi sud                            |      | PA        |
|                         | per Castronovo di Sicilia                     |      | PA        |
|                         | per Castronovo di Sicilia                     |      | PA        |
|                         | per Cammarata                                 |      | CL        |
|                         | per San Giovanni Gemini, Cammarata            |      | CL        |
|                         | per Casteltermini                             |      | CL        |
|                         | per Acquaviva Platani, Mussomeli              |      | CL        |
|                         | bis per Sutera, Campofranco                   |      | CL        |
|                         | per Casteltermini                             |      | CL        |
|                         | bis per Milena, Campofranco                   |      | CL        |
|                         | per Casteltermini                             |      | CL        |
|                         | per Grotte                                    |      | AG        |
|                         | per Comitini                                  |      | AG        |
|                         | Aragona                                       |      | AG        |
|                         | Zona Industriale Aragona-Favara               |      | AG        |
|                         | per Favara, SS 640                            |      | AG        |
|                         | Fontanelle                                    |      | AG        |
|                         | Corleonese Agrigentina Agrigentina Agrigento  | 65,8 | AG        |